# Noria

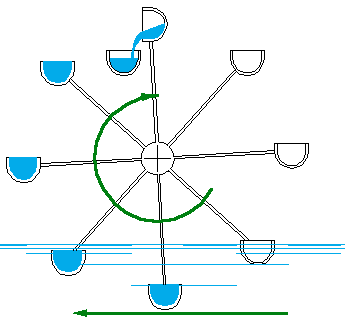
Schemat działania norii

Noria (od arab. ناعورة nā‘ūra) – urządzenie służące do podnoszenia wód dla nawadniania pól uprawnych.

## Budowa i działanie
Wyróżnia się trzy typy tego urządzenia; najbardziej rozpowszechniony składał się z pionowego koła z podwieszonymi na łańcuchach wiadrami, sięgającymi nawet na głębokość 8 metrów. Odmiany prymitywne były napędzane przez muły, osły lub woły chodzące wokół koła napędowego, które wytwarzało siłę przemieszczającą wiadra.
Drugi typ norii wyposażony jest w przymocowane do koła gliniane lub drewniane wiadra i poruszany siłą wiatru (np. w okolicach hiszpańskiej Kartageny).
Trzeci typ norii wykorzystuje energię nurtu rzeki: składa się z dużego, bardzo wąskiego koła wodnego z małymi czerpakami, z których woda jest kolejno przelewana do małego akweduktu. Niektóre wersje wykorzystują zarówno koła wodne, jak i zwierzęta; największa noria wysokości 20 metrów znajduje się w syryjskim Hama.

## W przeszłości
Najstarszy znany wizerunek Norii znajduje się na mozaice z Apamei.
Wymienione typy kół wodnych zostały wynalezione przez Greków pomiędzy III i II wiekiem p.n.e. Około 300 roku n.e. Rzymianie zastąpili drewniane przegrody podwieszanymi naczyniami ceramicznymi, w ten sposób tworząc typową norię.
Noria przypuszczalnie kryje się pod nazwą cakkavattaka użytą w indyjskim tekście z 350 r. p.n.e. O urządzeniu tym wspominał także Lukrecjusz w I w. p.n.e. mówiąc o „rzece, co porusza koła i wiadra”. Było już ono prawdopodobnie stosowane na hellenistycznym środkowym Wschodzie ok. 200 r. p.n.e.
Wynalazek został zaadaptowany przez Arabów i wykorzystywany był na wielką skalę w średniowiecznym świecie islamskim. Arabscy inżynierowie wprowadzili wiele udoskonaleń w konstrukcji. Łączyli też norie z akweduktami mającymi połączenie z miastami i polami uprawnymi. Niektóre używane przez Arabów norie osiągały średnicę 20 metrów, jedna z nich pozostawiona w Hama jako zabytek była sprawna do czasów współczesnych. Podzielona na 120 przegród, była w stanie przesyłać 95 litrów wody na minutę. W 2014 roku, w trakcie syryjskiej wojny domowej, w mieście wybuchł pożar, w wyniku którego największa i najstarsza noria spłonęła. Ar-Razi opisywał iracką norię z X wieku, która mogła przenosić 153 000 litrów wody na godzinę (tj. 2550 l/min). Dzisiejsze norie na Dalekim Wschodzie są w stanie przenosić 288 000 litrów na godzinę (4800 l/min).
Konstrukcje tego rodzaju także rozwijano w Chinach za panowania dynastii Song, wykorzystując je do nawadniania lub osuszania pól. Wcześniej powszechnie stosowano prostsze konstrukcje, podczas gdy bardziej skomplikowane upowszechniły się pod koniec pierwszego tysiąclecia naszej ery. Wpływ norii na rozwój rolnictwa w Chinach zauważył w XII wieku poeta Li Chuquan. Za rządów dynastii Song szerzono zastosowanie norii na obszarach niemeliorowanych.

## Galeria

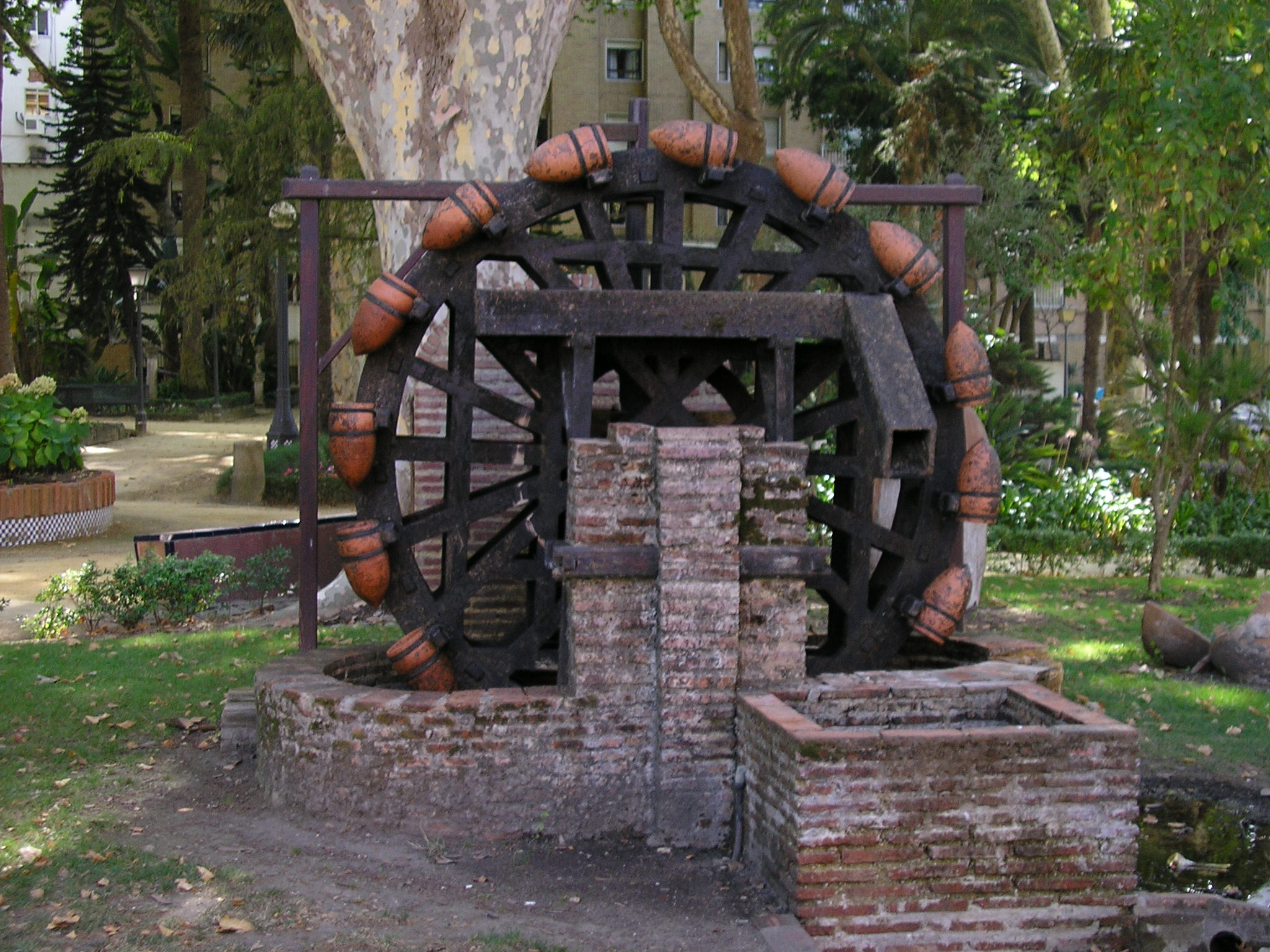
Hiszpańska noria
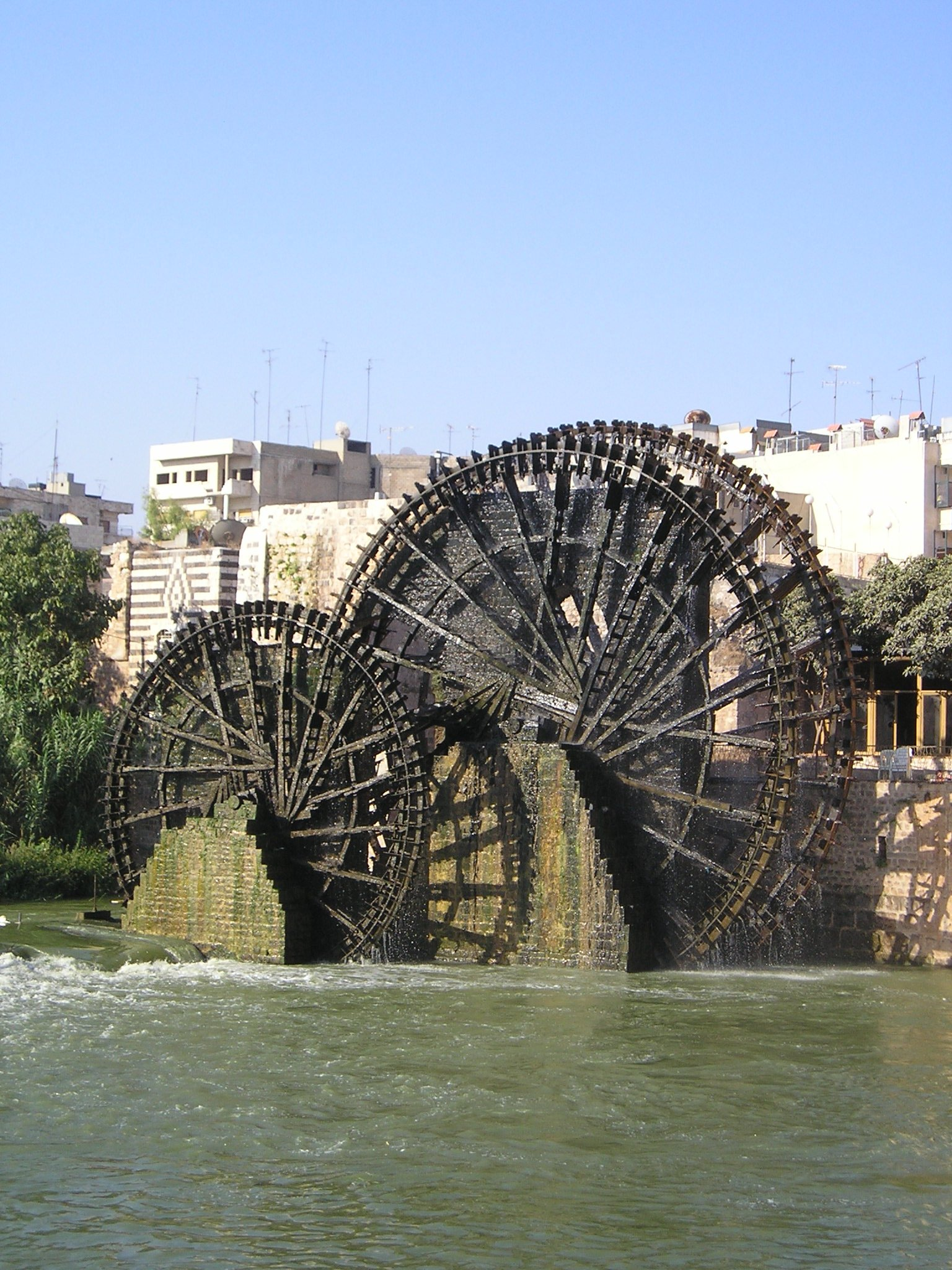
Noria w Hama (Syria)